# Saison 2017-2018 des Hawks d'Atlanta
La saison 2017-2018 des Hawks d'Atlanta est la 68e saison de la franchise en National Basketball Association (NBA) et la 50e saison dans la ville d’Atlanta.

## Draft
| Tour | Choix | Joueur       | Poste | Nationalité      | Provenance                   |
| ---- | ----- | ------------ | ----- | ---------------- | ---------------------------- |
| 1    | 19    | John Collins | PF    | États-Unis       | Demon Deacons de Wake Forest |
| 2    | 41    | Tyler Dorsey | SG    | États-Unis Grèce | Ducks de l'Oregon            |
| 2    | 60    | Alpha Kaba   | PF/C  | France           | KK Mega Bemax (Serbie)       |

## Matchs

### Summer League
| Summer League Total : 2-2 |

| Match | Date match | Équipe           | Score    | Meilleur marqueur    | Meilleur rebondeur | Meilleur passeur    | Lieux Spectateurs | Série |
| ----- | ---------- | ---------------- | -------- | -------------------- | ------------------ | ------------------- | ----------------- | ----- |
| 1     | 7 juillet  | Brooklyn         | D 72-75  | DeAndre' Bembry (22) | John Collins (11)  | Bembry, Cotton (2)  | Cox Pavilion      | 0 - 1 |
| 2     | 9 juillet  | Nouvelle-Orléans | V 84-82  | John Collins (22)    | John Collins (10)  | DeAndre' Bembry (6) | Cox Pavilion      | 1 - 1 |
| 3     | 10 juillet | Chicago          | V 75-55  | DeAndre' Bembry (17) | John Collins (11)  | DeAndre' Bembry (4) | Cox Pavilion      | 2 - 1 |
| 4     | 12 juillet | Nouvelle-Orléans | D 95-105 | John Collins (25)    | John Collins (9)   | Josh Magette (6)    | Cox Pavilion      | 2 - 2 |

### Pré-saison
| Pré-saison Total : 2-3 (Domicile : 1-1 ; Extérieur : 1-2) |

| Match | Date match  | Équipe      | Score    | Meilleur marqueur     | Meilleur rebondeur  | Meilleur passeur    | Lieux Spectateurs       | Série |
| ----- | ----------- | ----------- | -------- | --------------------- | ------------------- | ------------------- | ----------------------- | ----- |
| 1     | 1er octobre | @ Miami     | D 90-96  | Dedmon, Schröder (12) | John Collins (15)   | Dennis Schröder (5) | American Airlines Arena | 0 - 1 |
| 2     | 4 octobre   | @ Cleveland | V 109-93 | Dennis Schröder (18)  | Taurean Prince (8)  | Malcolm Delaney (6) | Quicken Loans Arena     | 1 - 1 |
| 3     | 6 octobre   | @ Détroit   | D 87-109 | Malcolm Delaney (15)  | John Collins (6)    | Malcolm Delaney (5) | Little Caesars Arena    | 1 - 2 |
| 4     | 9 octobre   | Memphis     | V 100-88 | Dennis Schröder (21)  | John Collins (8)    | Malcolm Delaney (5) | Hank McCamish Pavilion  | 2 - 2 |
| 5     | 12 octobre  | Dallas      | D 94-108 | Kent Bazemore (20)    | Dewayne Dedmon (10) | Kent Bazemore (5)   | Hank McCamish Pavilion  | 2 - 3 |

### Saison régulière
| Saison régulière Total : 24-58 (Domicile : 16-25 ; Extérieur : 8-33) |

| Match | Date match | Équipe      | Score     | Meilleur marqueur     | Meilleur rebondeur   | Meilleur passeur    | Lieux                    | Série |
| ----- | ---------- | ----------- | --------- | --------------------- | -------------------- | ------------------- | ------------------------ | ----- |
| 1     | 18 octobre | @ Dallas    | V 117-111 | Dennis Schröder (28)  | Taurean Prince (10)  | Dennis Schröder (7) | American Airlines Center | 1 - 0 |
| 2     | 20 octobre | @ Charlotte | D 91-109  | Dennis Schröder (25)  | Dewayne Dedmon (7)   | Dennis Schröder (5) | Spectrum Center          | 1 - 1 |
| 3     | 22 octobre | @ Brooklyn  | D 104-116 | Marco Belinelli (19)  | John Collins (13)    | Dennis Schröder (8) | Barclays Center          | 1 - 2 |
| 4     | 23 octobre | @ Miami     | D 93-104  | Bazemore, Prince (20) | John Collins (11)    | Kent Bazemore (4)   | American Airlines Arena  | 1 - 3 |
| 5     | 26 octobre | @ Chicago   | D 86-91   | Marco Belinelli (23)  | Dedmon, Muscala (10) | Trois joueurs (4)   | United Center            | 1 - 4 |
| 6     | 27 octobre | Denver      | D 100-105 | Dennis Schröder (20)  | Dewayne Dedmon (10)  | Dennis Schröder (6) | Philips Arena            | 1 - 5 |
| 7     | 29 octobre | Milwaukee   | D 106-117 | Dennis Schröder (21)  | John Collins (7)     | Dennis Schröder (8) | Philips Arena            | 1 - 6 |

| Match | Date match   | Équipe         | Score     | Meilleur marqueur    | Meilleur rebondeur  | Meilleur passeur     | Lieux                | Série  |
| ----- | ------------ | -------------- | --------- | -------------------- | ------------------- | -------------------- | -------------------- | ------ |
| 8     | 1er novembre | @ Philadelphie | D 109-119 | Dennis Schröder (25) | Taurean Prince (11) | Dennis Schröder (6)  | Wells Fargo Center   | 1 - 7  |
| 9     | 3 novembre   | Houston        | D 104-119 | Kent Bazemore (18)   | John Collins (12)   | Isaiah Taylor (5)    | Philips Arena        | 1 - 8  |
| 10    | 5 novembre   | @ Cleveland    | V 117-115 | Dennis Schröder (28) | John Collins (13)   | Dennis Schröder (9)  | Quicken Loans Arena  | 2 - 8  |
| 11    | 6 novembre   | Boston         | D 107-110 | Dennis Schröder (23) | Dewayne Dedmon (12) | Dennis Schröder (6)  | Philips Arena        | 2 - 9  |
| 12    | 10 novembre  | @ Détroit      | D 104-111 | Kent Bazemore (22)   | Dewayne Dedmon (9)  | Dennis Schröder (11) | Little Caesars Arena | 2 - 10 |
| 13    | 11 novembre  | @ Washington   | D 94-113  | Taurean Prince (19)  | Dewayne Dedmon (8)  | Dennis Schröder (5)  | Capital One Arena    | 2 - 11 |
| 14    | 13 novembre  | @ New Orleans  | D 105-106 | Kent Bazemore (22)   | Trois joueurs (6)   | Kent Bazemore (7)    | Smoothie King Center | 2 - 12 |
| 15    | 15 novembre  | Sacramento     | V 126-80  | Dennis Schröder (21) | Dewayne Dedmon (14) | Schröder, Prince (8) | Philips Arena        | 3 - 12 |
| 16    | 18 novembre  | Boston         | D 99-110  | Dennis Schröder (23) | Dewayne Dedmon (8)  | Dennis Schröder (9)  | Philips Arena        | 3 - 13 |
| 17    | 20 novembre  | @ San Antonio  | D 85-96   | John Collins (21)    | Collins, Dedmon (9) | Dennis Schröder (9)  | AT&T Center          | 3 - 14 |
| 18    | 22 novembre  | L.A. Clippers  | D 103-116 | Marco Belinelli (20) | John Collins (10)   | Dennis Schröder (7)  | Philips Arena        | 3 - 15 |
| 19    | 24 novembre  | New York       | V 116-104 | Dennis Schröder (26) | Taurean Prince (8)  | Dennis Schröder (8)  | Philips Arena        | 4 - 15 |
| 20    | 25 novembre  | Toronto        | D 78-112  | Dennis Schröder (14) | Cinq joueurs (4)    | Josh Magette (6)     | Philips Arena        | 4 - 16 |
| 21    | 30 novembre  | Cleveland      | D 114-121 | Dennis Schröder (27) | John Collins (7)    | Kent Bazemore (6)    | Philips Arena        | 4 - 17 |

| Match | Date match  | Équipe          | Score          | Meilleur marqueur    | Meilleur rebondeur      | Meilleur passeur       | Lieux                   | Série   |
| ----- | ----------- | --------------- | -------------- | -------------------- | ----------------------- | ---------------------- | ----------------------- | ------- |
| 22    | 2 décembre  | @ Brooklyn      | V 114-102      | Dennis Schröder (24) | Ersan İlyasova (11)     | Dennis Schröder (6)    | Barclays Center         | 5 - 17  |
| 23    | 4 décembre  | Brooklyn        | D 90-110       | Dennis Schröder (19) | Miles Plumlee (7)       | Dennis Schröder (4)    | Philips Arena           | 5 - 18  |
| 24    | 6 décembre  | @ Orlando       | D 106-110 (OT) | Dennis Schröder (26) | Belinelli, İlyasova (7) | Bazemore, Schröder (7) | Amway Center            | 5 - 19  |
| 25    | 9 décembre  | Orlando         | V 117-100      | Ersan İlyasova (26)  | Cavanaugh, Babbitt (8)  | Bazemore, Schröder (7) | Philips Arena           | 6 - 19  |
| 26    | 10 décembre | @ New York      | D 107-111      | Dennis Schröder (21) | Taurean Prince (8)      | Taurean Prince (5)     | Madison Square Garden   | 6 - 20  |
| 27    | 12 décembre | @ Cleveland     | D 114-123      | Taurean Prince (24)  | Tyler Cavanaugh (9)     | Taurean Prince (6)     | Quicken Loans Arena     | 6 - 21  |
| 28    | 14 décembre | Détroit         | D 91-105       | Ersan İlyasova (23)  | John Collins (7)        | Dennis Schröder (10)   | Philips Arena           | 6 - 22  |
| 29    | 15 décembre | @ Memphis       | D 94-96        | Kent Bazemore (19)   | John Collins (7)        | Dennis Schröder (11)   | FedExForum              | 6 - 23  |
| 30    | 18 décembre | Miami           | V 110-104      | Taurean Prince (24)  | Taurean Prince (7)      | Kent Bazemore (7)      | Philips Arena           | 7 - 23  |
| 31    | 20 décembre | Indiana         | D 95-105       | John Collins (18)    | John Collins (9)        | Dennis Schröder (8)    | Philips Arena           | 7 - 24  |
| 32    | 22 décembre | @ Oklahoma City | D 117-120      | Marco Belinelli (27) | John Collins (9)        | Delaney, Bazemore (6)  | Chesapeake Energy Arena | 7 - 25  |
| 33    | 23 décembre | Dallas          | V 112-107      | Dennis Schröder (33) | Ersan İlyasova (7)      | Dennis Schröder (7)    | Philips Arena           | 8 - 25  |
| 34    | 27 décembre | Washington      | V 113-99       | Dennis Schröder (21) | İlyasova, Prince (9)    | Bazemore, Schröder (7) | Philips Arena           | 9 - 25  |
| 35    | 29 décembre | @ Toronto       | D 98-111       | Taurean Prince (30)  | Taurean Prince (10)     | Dennis Schröder (9)    | Centre Air Canada       | 9 - 26  |
| 36    | 30 décembre | Portland        | V 104-89       | Dennis Schröder (22) | Taurean Prince (10)     | Dennis Schröder (8)    | Philips Arena           | 10 - 26 |

| Match | Date match | Équipe           | Score     | Meilleur marqueur    | Meilleur rebondeur   | Meilleur passeur     | Lieux                      | Série   |
| ----- | ---------- | ---------------- | --------- | -------------------- | -------------------- | -------------------- | -------------------------- | ------- |
| 37    | 2 janvier  | @ Phoenix        | D 103-104 | Ersan İlyasova (21)  | Ersan İlyasova (9)   | Dennis Schröder (5)  | Talking Stick Resort Arena | 10 - 27 |
| 38    | 5 janvier  | @ Portland       | D 89-110  | Dennis Schröder (14) | Ersan İlyasova (11)  | Dennis Schröder (4)  | Moda Center                | 10 - 28 |
| 39    | 7 janvier  | @ L.A. Lakers    | D 113-132 | Dennis Schröder (27) | Ersan İlyasova (9)   | Dennis Schröder (5)  | Staples Center             | 10 - 29 |
| 40    | 8 janvier  | @ L.A. Clippers  | D 107-108 | Taurean Prince (20)  | Ersan İlyasova (13)  | Malcolm Delaney (6)  | Staples Center             | 10 - 30 |
| 41    | 10 janvier | @ Denver         | V 110-97  | Dennis Schröder (19) | Dedmon, İlyasova (9) | Dennis Schröder (10) | Pepsi Center               | 11 - 30 |
| 42    | 12 janvier | Brooklyn         | D 105-110 | Dennis Schröder (34) | John Collins (10)    | Dennis Schröder (7)  | Philips Arena              | 11 - 31 |
| 43    | 15 janvier | San Antonio      | V 102-99  | Dennis Schröder (26) | Dewayne Dedmon (10)  | Dennis Schröder (7)  | Philips Arena              | 12 - 31 |
| 44    | 17 janvier | Nouvelle-Orléans | V 94-93   | Kent Bazemore (20)   | Dewayne Dedmon (10)  | Dennis Schröder (15) | Philips Arena              | 13 - 31 |
| 45    | 20 janvier | Chicago          | D 97-113  | Dennis Schröder (18) | Dewayne Dedmon (11)  | Dennis Schröder (5)  | Philips Arena              | 13 - 32 |
| 46    | 22 janvier | Utah             | V 104-90  | Dennis Schröder (20) | Ersan İlyasova (11)  | Malcolm Delaney (8)  | Philips Arena              | 14 - 32 |
| 47    | 24 janvier | Toronto          | D 93-108  | Dennis Schröder (20) | John Collins (16)    | Malcolm Delaney (4)  | Philips Arena              | 14 - 33 |
| 48    | 26 janvier | @ Charlotte      | D 110-121 | Kent Bazemore (26)   | Collins, Dedmon (9)  | Malcolm Delaney (6)  | Spectrum Center            | 14 - 34 |
| 49    | 27 janvier | Washington       | D 104-129 | Trois joueurs (14)   | Mike Muscala (6)     | Dennis Schröder (7)  | Philips Arena              | 14 - 35 |
| 50    | 29 janvier | Minnesota        | V 105-100 | Kent Bazemore (22)   | John Collins (11)    | Dennis Schröder (11) | Philips Arena              | 15 - 35 |
| 51    | 31 janvier | Charlotte        | D 110-123 | Kent Bazemore (25)   | Dedmon, Muscala (5)  | Dennis Schröder (9)  | Philips Arena              | 15 - 36 |

| Match                  | Date match | Équipe      | Score     | Meilleur marqueur     | Meilleur rebondeur  | Meilleur passeur       | Lieux                     | Série   |
| ---------------------- | ---------- | ----------- | --------- | --------------------- | ------------------- | ---------------------- | ------------------------- | ------- |
| 52                     | 2 février  | @ Boston    | D 110-119 | Taurean Prince (31)   | Taurean Prince (8)  | Malcolm Delaney (5)    | Philips Arena             | 15 - 37 |
| 53                     | 4 février  | @ New York  | V 99-96   | Kent Bazemore (19)    | Dewayne Dedmon (14) | Malcolm Delaney (8)    | Madison Square Garden     | 16 - 37 |
| 54                     | 6 février  | Memphis     | V 108-82  | Dennis Schröder (22)  | John Collins (10)   | Tyler Dorsey (7)       | Philips Arena             | 17 - 37 |
| 55                     | 8 février  | @ Orlando   | D 98-100  | Prince, Schröder (19) | John Collins (12)   | Prince, Schröder (5)   | Amway Center              | 17 - 38 |
| 56                     | 9 février  | Cleveland   | D 107-123 | Dennis Schröder (25)  | John Collins (7)    | Schröder, Taylor (4)   | Philips Arena             | 17 - 39 |
| 57                     | 11 février | Détroit     | V 118-115 | Dennis Schröder (23)  | Dewayne Dedmon (13) | Dennis Schröder (7)    | Philips Arena             | 18 - 39 |
| 58                     | 13 février | @ Milwaukee | D 92-97   | Dennis Schröder (18)  | Dewayne Dedmon (10) | Trois joueurs (4)      | BMO Harris Bradley Center | 18 - 40 |
| 59                     | 14 février | @ Détroit   | D 98-104  | Andrew White (15)     | John Collins (10)   | Delaney, Taylor (7)    | Little Caesars Arena      | 18 - 41 |
| NBA All-Star Game 2018 |            |             |           |                       |                     |                        |                           |         |
| 60                     | 23 février | @ Indiana   | D 93-116  | Isaiah Taylor (17)    | John Collins (9)    | Isaiah Taylor (6)      | Bankers Life Fieldhouse   | 18 - 42 |
| 61                     | 26 février | L.A. Lakers | D 104-123 | Taurean Prince (24)   | John Collins (9)    | Bazemore, Magette (4)  | Philips Arena             | 18 - 43 |
| 62                     | 28 février | Indiana     | V 107-102 | John Collins (16)     | Dewayne Dedmon (9)  | Bazemore, Schröder (5) | Philips Arena             | 19 - 43 |

| Match | Date match | Équipe         | Score     | Meilleur marqueur      | Meilleur rebondeur  | Meilleur passeur    | Lieux                     | Série   |
| ----- | ---------- | -------------- | --------- | ---------------------- | ------------------- | ------------------- | ------------------------- | ------- |
| 63    | 2 mars     | Golden State   | D 109-114 | Kent Bazemore (29)     | John Collins (8)    | Dennis Schröder (9) | Philips Arena             | 19 - 44 |
| 64    | 4 mars     | Phoenix        | V 113-112 | Taurean Prince (22)    | Miles Plumlee (11)  | Dennis Schröder (6) | Philips Arena             | 20 - 44 |
| 65    | 6 mars     | @ Toronto      | D 90-106  | Bazemore, Collins (14) | Dewayne Dedmon (10) | Kent Bazemore (5)   | Centre Air Canada         | 20 - 45 |
| 66    | 9 mars     | @ Indiana      | D 87-112  | Tyler Dorsey (18)      | Dewayne Dedmon (7)  | Josh Magette (6)    | Bankers Life Fieldhouse   | 20 - 46 |
| 67    | 11 mars    | Chicago        | D 122-129 | Taurean Prince (38)    | Dewayne Dedmon (9)  | Magette, Taylor (8) | Philips Arena             | 20 - 47 |
| 68    | 13 mars    | Oklahoma City  | D 107-119 | Taurean Prince (25)    | John Collins (9)    | Dennis Schröder (8) | Philips Arena             | 20 - 48 |
| 69    | 15 mars    | Charlotte      | D 117-129 | Taurean Prince (22)    | Taurean Prince (10) | Dennis Schröder (8) | Philips Arena             | 20 - 49 |
| 70    | 17 mars    | @ Milwaukee    | D 117-122 | Taurean Prince (38)    | John Collins (12)   | Dennis Schröder (9) | BMO Harris Bradley Center | 20 - 50 |
| 71    | 20 mars    | @ Utah         | V 99-94   | Dennis Schröder (41)   | Dewayne Dedmon (15) | Dennis Schröder (7) | Vivint Smart Home Arena   | 21 - 50 |
| 72    | 22 mars    | @ Sacramento   | D 90-105  | Isaiah Taylor (18)     | Dewayne Dedmon (10) | Lee, Prince (4)     | Golden 1 Center           | 21 - 51 |
| 73    | 23 mars    | @ Golden State | D 94-106  | Taurean Prince (20)    | Dewayne Dedmon (11) | Dennis Schröder (7) | Oracle Arena              | 21 - 52 |
| 74    | 25 mars    | @ Houston      | D 99-118  | Taurean Prince (28)    | John Collins (10)   | Josh Magette (5)    | Toyota Center             | 21 - 53 |
| 75    | 28 mars    | @ Minnesota    | D 114-126 | Mike Muscala (24)      | Dewayne Dedmon (12) | Isaiah Taylor (8)   | Target Center             | 21 - 54 |
| 76    | 30 mars    | Philadelphie   | D 91-101  | Damion Lee (20)        | Dewayne Dedmon (15) | Isaiah Taylor (7)   | Philips Arena             | 21 - 55 |

| Match | Date match | Équipe       | Score     | Meilleur marqueur   | Meilleur rebondeur  | Meilleur passeur    | Lieux                   | Série   |
| ----- | ---------- | ------------ | --------- | ------------------- | ------------------- | ------------------- | ----------------------- | ------- |
| 77    | 1er avril  | Orlando      | V 94-88   | Tyler Dorsey (19)   | John Collins (11)   | Taurean Prince (8)  | Philips Arena           | 22 - 55 |
| 78    | 3 avril    | @ Miami      | D 98-101  | John Collins (19)   | John Collins (10)   | Isaiah Taylor (9)   | American Airlines Arena | 22 - 56 |
| 79    | 4 avril    | Miami        | D 86-115  | Taurean Prince (20) | Collins, Dedmon (8) | Collins, Prince (4) | Philips Arena           | 22 - 57 |
| 80    | 6 avril    | @ Washington | V 103-97  | Taurean Prince (23) | Dewayne Dedmon (14) | Collins, Prince (5) | Capital One Arena       | 23 - 57 |
| 81    | 8 avril    | @ Boston     | V 112-106 | Taurean Prince (33) | Lee, Prince (8)     | Isaiah Taylor (6)   | TD Garden               | 24 - 57 |
| 82    | 10 avril   | Philadelphie | D 113-121 | Taurean Prince (27) | John Collins (9)    | DeAndre' Bembry (7) | Philips Arena           | 24 - 58 |

### Confrontations en saison régulière
| Conférence Est      | Conférence Est                              | Conférence Est                              | Conférence Est                              | Conférence Est                              | Conférence Ouest                            | Conférence Ouest                            | Conférence Ouest                            |
| Division Atlantique | Division Atlantique                         | Division Atlantique                         | Division Atlantique                         | Division Atlantique                         | Division Nord-Ouest                         | Division Nord-Ouest                         | Division Nord-Ouest                         |
| Équipe              | Domicile                                    | Domicile                                    | Extérieur                                   | Extérieur                                   | Équipe                                      | Domicile                                    | Extérieur                                   |
| ------------------- | ------------------------------------------- | ------------------------------------------- | ------------------------------------------- | ------------------------------------------- | ------------------------------------------- | ------------------------------------------- | ------------------------------------------- |
| Boston              | 107-110                                     | 99-110                                      | 110-119                                     | 112-106                                     | Denver                                      | 100-105                                     | 110-97                                      |
| Brooklyn            | 90-110                                      | 105-110                                     | 104-116                                     | 114-102                                     | Minnesota                                   | 105-100                                     | 114-126                                     |
| New York            | 116-104                                     |                                             | 107-111                                     | 99-96                                       | Oklahoma City                               | 107-119                                     | 117-120                                     |
| Philadelphie        | 91-101                                      | 113-121                                     | 109-119                                     |                                             | Portland                                    | 104-89                                      | 89-110                                      |
| Toronto             | 78-112                                      | 93-108                                      | 98-111                                      | 90-106                                      | Utah                                        | 104-90                                      | 99-94                                       |
|                     | 1–8                                         | 1–8                                         | 3–6                                         | 3–6                                         |                                             | 3–2                                         | 2–3                                         |
| Division            | 4–14                                        | 4–14                                        | 4–14                                        | 4–14                                        | Division                                    | 5–5                                         | 5–5                                         |
| Division Centrale   | Division Centrale                           | Division Centrale                           | Division Centrale                           | Division Centrale                           | Division Pacifique                          | Division Pacifique                          | Division Pacifique                          |
| Équipe              | Domicile                                    | Domicile                                    | Extérieur                                   | Extérieur                                   | Équipe                                      | Domicile                                    | Extérieur                                   |
| Chicago             | 97-113                                      | 122-129                                     | 86-91                                       |                                             | Golden State                                | 109-114                                     | 94-106                                      |
| Cleveland           | 114-121                                     | 107-123                                     | 117-115                                     | 114-123                                     | L.A. Clippers                               | 103-116                                     | 107-108                                     |
| Detroit             | 91-105                                      | 118-115                                     | 104-111                                     | 98-104                                      | L.A. Lakers                                 | 104-123                                     | 113-132                                     |
| Indiana             | 95-105                                      | 107-102                                     | 93-116                                      | 87-112                                      | Phoenix                                     | 113-112                                     | 103-104                                     |
| Milwaukee           | 106-117                                     |                                             | 92-97                                       | 117-122                                     | Sacramento                                  | 126-80                                      | 90-105                                      |
|                     | 2–7                                         | 2–7                                         | 1–8                                         | 1–8                                         |                                             | 2–3                                         | 0–5                                         |
| Division            | 3–15                                        | 3–15                                        | 3–15                                        | 3–15                                        | Division                                    | 2–8                                         | 2–8                                         |
| Division Sud-Est    | Division Sud-Est                            | Division Sud-Est                            | Division Sud-Est                            | Division Sud-Est                            | Division Sud-Ouest                          | Division Sud-Ouest                          | Division Sud-Ouest                          |
| Équipe              | Domicile                                    | Domicile                                    | Extérieur                                   | Extérieur                                   | Équipe                                      | Domicile                                    | Extérieur                                   |
|                     |                                             |                                             |                                             |                                             | Dallas                                      | 112-107                                     | 117-111                                     |
| Charlotte           | 110-123                                     | 117-129                                     | 91-109                                      | 110-121                                     | Houston                                     | 104-119                                     | 99-118                                      |
| Miami               | 110-104                                     | 86-115                                      | 93-104                                      | 98-101                                      | Memphis                                     | 108-82                                      | 94-96                                       |
| Orlando             | 117-100                                     | 94-88                                       | 106-110 (OT)                                | 98-100                                      | New Orleans                                 | 94-93                                       | 105-106                                     |
| Washington          | 113-99                                      | 104-129                                     | 94-113                                      | 103-97                                      | San Antonio                                 | 102-99                                      | 85-96                                       |
|                     | 5–4                                         | 5–4                                         | 1–7                                         | 1–7                                         |                                             | 3–1                                         | 1–4                                         |
| Division            | 6–11                                        | 6–11                                        | 6–11                                        | 6–11                                        | Division                                    | 4–5                                         | 4–5                                         |
| Conférence          | 13–40 (Domicile : 8–19 ; Extérieur : 5–21)  | 13–40 (Domicile : 8–19 ; Extérieur : 5–21)  | 13–40 (Domicile : 8–19 ; Extérieur : 5–21)  | 13–40 (Domicile : 8–19 ; Extérieur : 5–21)  | Conférence                                  | 11–18 (Domicile : 8–6 ; Extérieur : 3–12)   | 11–18 (Domicile : 8–6 ; Extérieur : 3–12)   |
| Total               | 24–58 (Domicile : 16–25 ; Extérieur : 8–33) | 24–58 (Domicile : 16–25 ; Extérieur : 8–33) | 24–58 (Domicile : 16–25 ; Extérieur : 8–33) | 24–58 (Domicile : 16–25 ; Extérieur : 8–33) | 24–58 (Domicile : 16–25 ; Extérieur : 8–33) | 24–58 (Domicile : 16–25 ; Extérieur : 8–33) | 24–58 (Domicile : 16–25 ; Extérieur : 8–33) |

## Effectif
| Hawks d'Atlanta Effectif en fin de saison régulière |    |                        |                     |                     |
| Entraîneur : Mike Budenholzer                       |    |                        |                     |                     |
| Arrière, Ailier                                     | 24 | Drapeau des États-Unis | Kent Bazemore       | Old Dominion        |
| Ailier                                              | 95 | Drapeau des États-Unis | DeAndre' Bembry     | Saint-Joseph        |
| Arrière                                             | 0  | Drapeau des États-Unis | Antonius Cleveland  | Missouri State      |
| Ailier fort, Pivot                                  | 20 | Drapeau des États-Unis | John Collins        | Wake Forest         |
| Pivot                                               | 14 | Drapeau des États-Unis | Dewayne Dedmon      | Southern California |
| Meneur, Arrière                                     | 5  | Drapeau des États-Unis | Malcolm Delaney     | Virginia Tech       |
| Meneur, Arrière                                     | 2  | Drapeau des États-Unis | Tyler Dorsey        | Oregon              |
| Arrière                                             | 8  | Drapeau des États-Unis | Damion Lee          | Louisville          |
| Meneur                                              | 11 | Drapeau des États-Unis | Josh Magette (TW)   | Alabama-Huntsville  |
| Arrière                                             | 3  | Drapeau des États-Unis | Jaylen Morris       | Molloy              |
| Pivot, Ailier fort                                  | 31 | Drapeau des États-Unis | Mike Muscala        | Bucknell            |
| Pivot                                               | 18 | Drapeau des États-Unis | Miles Plumlee       | Duke                |
| Ailier                                              | 12 | Drapeau des États-Unis | Taurean Prince      | Baylor              |
| Meneur                                              | 17 | Drapeau de l'Allemagne | Dennis Schröder (C) | Allemagne           |
| Meneur                                              | 22 | Drapeau des États-Unis | Isaiah Taylor       | Texas               |
| Ailier                                              | 4  | Drapeau des États-Unis | Andrew White (TW)   | Syracuse            |
| (C) - Capitaine, (TW) - Two-way contract, - Blessé  |    |                        |                     |                     |

## Transactions

### Échanges
| 20 juin 2017   | A Hawks d'AtlantaMiles Plumlee Marco Belinelli 41e choix de la Draft 2017 de la NBA                                         | A Hornets de CharlotteDwight Howard 31e choix de la Draft 2017 de la NBA |
| 28 juin 2017   | A Hawks d'AtlantaCompensation financière                                                                                    | A Rockets de HoustonRyan Kelly                                           |
| 6 juillet 2017 | A Hawks d'AtlantaJamal Crawford (de Los Angeles) Diamond Stone (de Los Angeles) Premier tour de draft 2018 (de Los Angeles) | A Clippers de Los AngelesDanilo Gallinari (de Denver)                    |
| 6 juillet 2017 | A Nuggets de DenverSecond tour de draft 2019 (d'Atlanta)                                                                    |                                                                          |
| 8 février 2018 | A Hawks d'AtlantaOkaro White                                                                                                | A Heat de MiamiLuke Babbitt                                              |
| 8 février 2018 | A Hawks d'AtlantaSheldon McClellan Compensation financière                                                                  | A Wizards de WashingtonSecond tour de draft 2019 (protégé)               |

### Joueurs qui re-signent
| Date       | Joueur         | Contrat                            |
| ---------- | -------------- | ---------------------------------- |
| 21/07/2017 | Ersan İlyasova | Contrat de 6 000 000 $ sur 1 an.   |
| 25/07/2017 | Mike Muscala   | Contrat de 10 000 000 $ sur 2 ans. |

### Options dans les contrats
| Joueur          | Option                                                                      |
| --------------- | --------------------------------------------------------------------------- |
| DeAndre' Bembry | Atlanta exerce son option d'équipe de 1 630 000 $ pour la saison 2018-2019. |
| Taurean Prince  | Atlanta exerce son option d'équipe de 2 530 000 $ pour la saison 2018-2019. |

### Arrivées
| Date       | Joueur             | Contrat                           | Provenance                          |
| ---------- | ------------------ | --------------------------------- | ----------------------------------- |
| 01/07/2017 | John Collins       | Contrat de 4 240 000 $ sur 2 ans  | Demon Deacons de Wake Forest (NCAA) |
| 14/07/2017 | Tyler Dorsey       | Contrat de 2 190 000 $ sur 2 ans  | Ducks de l'Oregon (NCAA)            |
| 21/07/2017 | Dewayne Dedmon     | Contrat de 14 100 000 $ sur 2 ans | Spurs de San Antonio                |
| 22/07/2017 | Nicolás Brussino   | Claimed off waivers               | Mavericks de Dallas                 |
| 09/08/2017 | Luke Babbitt       | Contrat de 1 970 000 $ sur 1 an   | Heat de Miami                       |
| 05/09/2017 | Quinn Cook         | Contrat de 2 850 000 $ sur 2 ans  | Pelicans de La Nouvelle-Orléans     |
| 17/10/2017 | Isaiah Taylor      | Contrat de 2 950 000 $ sur 2 ans  | Rockets de Houston                  |
| 18/12/2017 | Tyler Cavanaugh    | Contrat de 529,000 $ sur 1 an     | Hawks d'Atlanta                     |
| 14/03/2017 | Antonius Cleveland | Contrat de 3 330 394 $ sur 2 ans  | Hawks d'Atlanta                     |
| 21/03/2017 | Jaylen Morris      | Contrat de 1 479 618 $ sur 2 ans  | Hawks d'Atlanta                     |
| 02/04/2018 | Damion Lee         | Contrat de 46,080 $ sur 1 an      | Hawks d'Atlanta                     |
| 11/05/2018 | Lloyd Pierce       | Entraîneur principal              | 76ers de Philadelphie               |

#### Two-way contract
| Date       | Joueur           | Provenance                         |
| ---------- | ---------------- | ---------------------------------- |
| 05/09/2017 | Josh Magette     | Lakers de South Bay (NBA G League) |
| 05/11/2017 | Tyler Cavanaugh  | Hawks d'Atlanta                    |
| 15/01/2018 | Andrew White III | Red Claws du Maine (NBA G League)  |

#### Contrat de 10 jours
| Date       | Joueur             | Provenance                            |
| ---------- | ------------------ | ------------------------------------- |
| 22/02/2018 | Antonius Cleveland | Mavericks de Dallas                   |
| 28/02/2018 | Jaylen Morris      | BayHawks d'Érié (NBA G League)        |
| 04/03/2018 | Antonius Cleveland | Hawks d'Atlanta                       |
| 11/03/2018 | Jaylen Morris      | Hawks d'Atlanta                       |
| 13/03/2018 | Damion Lee         | Warriors de Santa Cruz (NBA G League) |
| 23/03/2018 | Damion Lee         | Hawks d'Atlanta                       |
| 01/04/2018 | Jeremy Evans       | BayHawks d'Érié (NBA G League)        |

### Départs
| Date       | Joueur               | Raison départ                            | Nouvelle équipe ¹         |
| ---------- | -------------------- | ---------------------------------------- | ------------------------- |
| 01/07/2017 | José Manuel Calderón | Agent libre                              | Cavaliers de Cleveland    |
| 01/07/2017 | Tim Hardaway, Jr.    | Agent libre                              | Knicks de New York        |
| 01/07/2017 | Kris Humphries       | Agent libre                              | 76ers de Philadelphie     |
| 01/07/2017 | Paul Millsap         | Agent libre                              | Nuggets de Denver         |
| 01/07/2017 | Thabo Sefolosha      | Agent libre                              | Jazz de l'Utah            |
| 07/07/2017 | Jamal Crawford       | Coupé - Buyout                           | Timberwolves du Minnesota |
| 31/07/2017 | Diamond Stone        | Coupé                                    | Bulls de Chicago          |
| 25/09/2017 | DeAndre Liggins      | Coupé                                    | Heat de Miami             |
| 14/10/2017 | Richard Jefferson    | Coupé                                    | Nuggets de Denver         |
| 14/10/2017 | Kay Felder           | Coupé - Claimed on waivers               | Bulls de Chicago          |
| 08/12/2017 | Nicolás Brussino     | Coupé                                    | CB Gran Canaria           |
| 08/02/2018 | Sheldon McClellan    | Coupé                                    |                           |
| 08/02/2018 | Okaro White          | Coupé                                    | Cavaliers de Cleveland    |
| 09/02/2018 | Marco Belinelli      | Coupé - Buyout                           | 76ers de Philadelphie     |
| 26/02/2018 | Ersan İlyasova       | Coupé - Buyout                           | 76ers de Philadelphie     |
| 25/04/2018 | Mike Budenholzer     | Viré de son poste d’entraîneur principal | Bucks de Milwaukee        |
| 11/05/2018 | Tyler Cavanaugh      | Coupé                                    |                           |

¹ Il s'agit de l’équipe pour laquelle le joueur a signé après son départ, il a pu entre-temps changer d'équipe ou encore de pays.

### Joueurs "agents libres" à la fin de la saison
| Joueur          | Fin de saison         |
| --------------- | --------------------- |
| Malcolm Delaney | Agent libre restreint |
| Damion Lee      | Agent libre restreint |